# Zakrzewo Wielkie (condado de Ciechanów)
Zakrzewo Wielkie es un pueblo de Polonia, en Mazovia.  Se encuentra en el distrito (Gmina) de Grudusk, perteneciente al condado (Powiat) de Ciechanów. Se encuentra aproximadamente a 7 km al sur de Grudusk, 18 km al norte de Ciechanów, y a 94 km  al norte de Varsovia. 
Entre 1975 y 1998 perteneció al voivodato de Ciechanów.